# Mark Ousatchi
Mark Ousatchi (russisch Марк Владимирович Усачий/Mark Wladimirowitsch Ussatschi; * 6. Februar 1921 in Kryschopil, Ukrainische SSR; † 30. August 2010 in Hannover) war ein sowjetischer, später ukrainischer Schachspieler, der zuletzt für den Deutschen Schachbund spielberechtigt war.

## Leben
Ousatchi war Mitglied der Schachsektion im Pionierpalast von Kiew. Während seines Militärdienstes gewann er 1946 die Meisterschaft der Oblast Tschita. Mit Medik wurde er Vierter bei der All-Union-Meisterschaft der Gewerkschaften 1951 in Leningrad, dabei zeigte er das beste Resultat am fünften Brett. 1955 belegte er den zweiten Platz hinter Anatoly Bannik bei der Kiewer Meisterschaft. Im selben Jahr erreichte er den vierten Platz in der ukrainischen Meisterschaft in Kiew und qualifizierte sich mit diesem Ergebnis für das Halbfinale der XXIII. Meisterschaft der UdSSR. Ende 1955 in Moskau landete er mit 9,5 Punkten aus 18 auf Platz 9 und wurde daraufhin als Meister des Sports der UdSSR ausgezeichnet. Mit der ukrainischen Auswahl wurde er Dritter bei der sowjetischen Mannschaftsmeisterschaft 1955 in Woroschilowgrad. Im Halbfinale der sowjetischen Meisterschaft 1959 in Tscheljabinsk belegte er den elften Platz.
2004 wechselte Ousatchi vom Ukrainischen Schachverband zum Deutschen Schachbund. Vereinsschach spielte er in Deutschland für den PSC Hannover. Er blieb im fortgeschrittenen Alter schachlich aktiv, so nahm er zwischen 1991 und 2005 an allen Senioren-Weltmeisterschaften teil. Bei der Weltmeisterschaft 1991 in Bad Wörishofen wurde er Vierter, punktgleich mit Andreas Dückstein, Nikolai Krogius und Wolfgang Unzicker. Seit 1994 war er FIDE-Meister.
Ousatchi trug den Titel eines nationalen und seit 1978 eines internationalen Schiedsrichters. Er war Vorsitzender der Fernschach-Kommission und Präsidiumsmitglied im Ukrainischen Schachverband. Als Fernschachspieler nahm er am II. Weltpokalturnier teil, bei dem mehr als 2000 Spieler an den Start gingen. Im Finale, das zwischen 1977 und 1983 ausgetragen wurde, teilte er den achten Platz. Mit der Mannschaft der Ukrainischen SSR spielte er bei der sowjetischen Meisterschaft mit. Auf dem ICCF-Kongress 1992 in Graz wurde ihm der Titel Internationaler Fernschachmeister verliehen. Eine IM-Norm hatte er beim Abonyi-Gedenkturnier (Sektion 9, 1989–1995) erfüllt.
Von Berufs wegen war Ousatchi Abteilungsleiter und stellvertretender Direktor einer Arzneimittelfabrik in Kiew. Er trug den Ehrentitel Verdienter Erfinder der Ukraine. Anlässlich des 40. Jahrestages des Sieges im Deutsch-Sowjetischen Krieg wurde er 1985 mit dem Orden des Vaterländischen Krieges der II. Klasse geehrt.  
Seine beste historische Elo-Zahl war 2542 im August 1961.